# 최준영 (배우)
최준영(1988년 3월 9일 ~ )은 대한민국의 배우이다.

## 학력
- 한국예술종합학교 연극원 연기 학사

## 출연 작품

### 영화
- 《젊은이의 양지》 (2020년) - 명호 역
- 《판소리 복서》 (2019년) - 교환 역
- 《아워 바디》 (2019년) - 민호 역
- 《유열의 음악앨범》 (2019년) - 태성역
- 《샘》 (2018년) - 마두상역
- 《국가부도의 날》 (2018년) - 성인 현수 역
- 《불한당: 나쁜 놈들의 세상》 (2017년) - 용찬 역
- 《싱글라이더》 (2017년) - 제이비 역
- 《야동인문학》 (2016년)
- 《아무일도 없었다》 (2016년) - 침입자 역
- 《글로리데이》 (2016년) - 최형사 역

### 드라마
- 《보건교사 안은영》 (2020년, 넷플릭스) - 김강선 역
- 《D.P.》 (2021년, 넷플릭스) - 허치도 역
- 《트레이서》(2022년, 웨이브 오리지널, MBC) -인도훈 역

### 연극
- 《마마택시》
- 《사물의 안타까움성》
- 《안녕, 파이어맨》